# 富蘭克林中心
富蘭克林中心（Franklin Center），在1989年完工時稱美國電話電報中心（AT&T Corporate Center），並且是美國電話電報公司總部，其位在美國伊利諾州芝加哥市的一幢摩天樓，高270米，加上天線總高307米，地上60層。其比鄰於另一幢摩天樓西爾斯大樓旁。鐵獅門房地產公司在2004年獲得大樓產權後，美國石膏公司（USG）暫時在其設置總部，並改名為USG大樓。2007年USG公司重新設置辦公室後，才改為現名。
富蘭克林中心在剛開始建設時，是當代在芝加哥建設中最高的摩天大樓。 目前是芝加哥第5高摩天大樓，並且是美國第13高摩天大樓。建築內部除了包含辦公室外，也有零售商圈，以及350個停車位。

## 外部連結
- Franklin Center - North Tower （页面存档备份，存于） on CTBUH Skyscraper Center
- Franklin Center （页面存档备份，存于） at tishmanspeyer.com